# Elaphropoda bembidion
Elaphropoda bembidion är en biart som beskrevs av Maurits Anne Lieftinck 1966. Elaphropoda bembidion ingår i släktet Elaphropoda och familjen långtungebin. Inga underarter finns listade i Catalogue of Life.